# ملوک هرمز
ملوک هرمز یا پادشاهی هرمز حکومتی پادشاهی واقع در شرق خلیج فارس در پیرامون تنگه هرمز بود. این پادشاهی در سده یازدهم ابتدا به عنوان وابسته به سلطنت سلجوقیان کرمان و سپس به عنوان خراجگزار اتابکان فارس و ایلخانان تأسیس شد. هرمز سپس به عنوان دولت متکی امپراتوری پرتغال تبدیل شد. سرانجام در سده هفدهم بیشتر قلمرو آن به امپراتوری صفوی ضمیمه شد.
این حکومت نام خود را از پایتخت بندری خود که هرمز بری نام داشت، دریافت کرد. هرمز بری در آن زمان یکی از مهم‌ترین بندرهای خاورمیانه بود و مسیرهای تجاری دریایی خلیج فارس به چین، هند و شرق آفریقا را کنترل می‌کرد. این بندر ابتدا در سواحل جنوبی ایران در شرق تنگه هرمز و در نزدیکی شهر امروزی میناب قرار داشت و بعداً به جزیره جرون که به جزیره هرمز معروف شد، منتقل شد.

## ریشه‌شناسی
ریشه‌شناسی رایج «هرمز» از نام پارسی میانه ایزد ایرانی اهورامزدا است. از طرف دیگر، پیشنهاد شده است که نام هرمز از «هورموغ» (محل نخل) گرفته شده است. با این حال احتمال دیگر این است که هرمز از واژه یونانی «ارگانا» (Όργανα) به معنای «خلیج» آمده است.

## هرمز کهنه

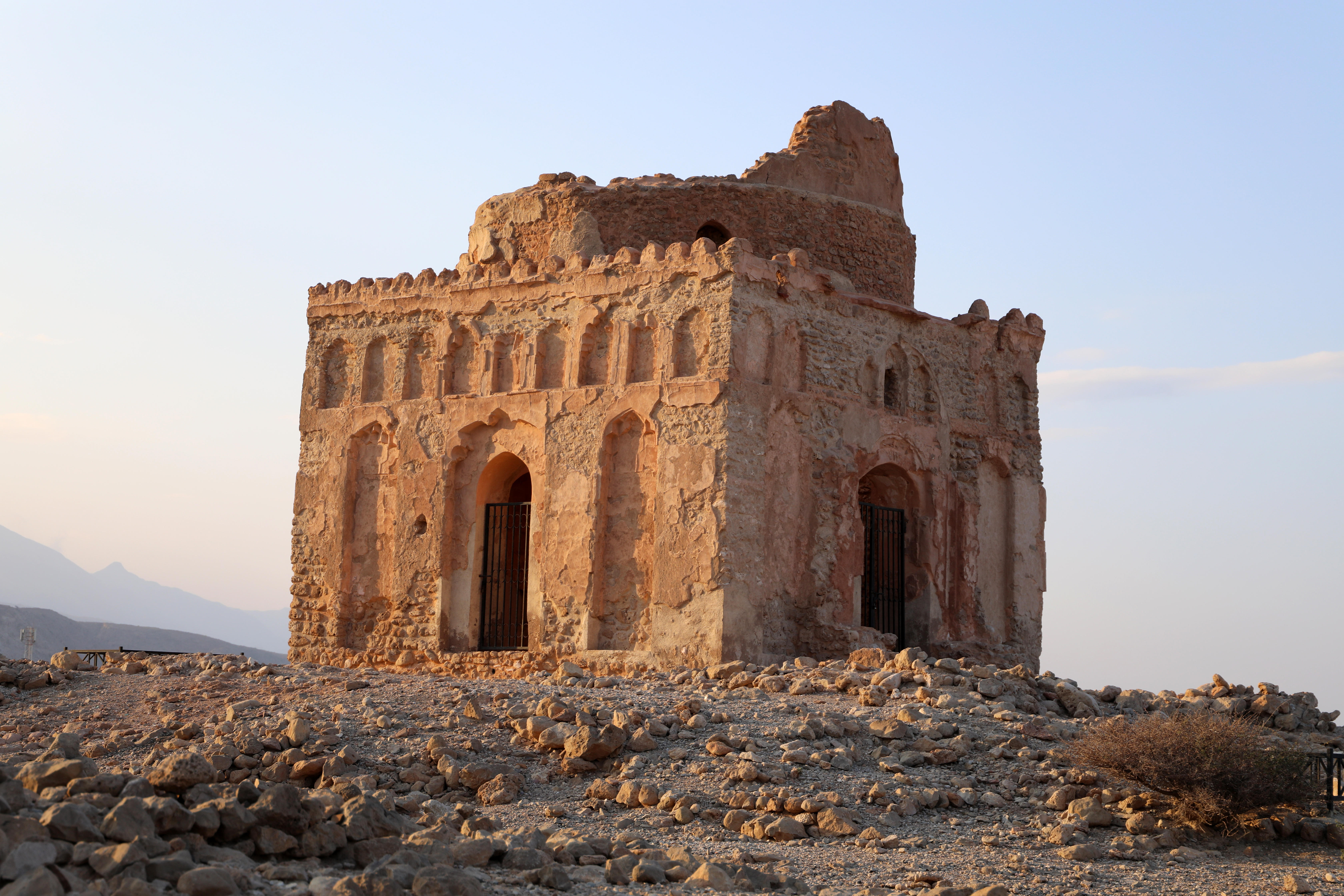
آرامگاه بی‌بی مریم در عمان

شهر اصلی هرمز در سرزمین اصلی در استان مغستان در نزدیکی میناب امروزی در هرمزگان قرار داشت. در زمان رقابت ایلخانان با، شهر هرمز کهنه که به نام‌های نابند و دیوان‌خانه نیز شهرت داشت، توسط ساکنان آن ترک شدو اهالی آن در سال ۱۳۰۱ به رهبری پادشاه بهاءالدین ایاز و همسرش بی‌بی مریم به جزیره مجاور جرون نقل مکان کردند.

## هرمز نو
پاتریسیا ریسو می‌نویسد: «در زمان میر بحرالدین ایاز سیفین پانزدهمین پادشاه هرمز بود که سلجوقیان به کرمان و از آنجا به هرمز یورش بردند. ثروت هرمز به قدری مورد هجوم قرار گرفت که اهالی به خارج از سرزمین اصلی پناه بردند و در ابتدا به جزیره قشم نقل مکان کردند. میر بحرالدین سپس از جزیره جرون دیدن کرد و آن را از نین (نعیم)، پادشاه کیس (کیش) که تمام جزایر آن ناحیه متعلق به او بود، به دست آورد»
او ادامه می‌دهد: «در سده یازدهم، دولت سلجوقیان با تصرف بازمانده بین‌النهرین بوییان تشکیل شد و آن‌ها بندرهای حاشیه دریای عمان را از سال ۱۰۶۵ تا ۱۱۴۰ کنترل کردند. مصر فاطمی تجارت را به مسیر دریای سرخ و دور از خلیج فارس جذب می‌کرد. این تغییرات در قدرت، پایان دوران شکوفایی خلیج [فارس] بود، اما بندر جزیره قیس و سپس بندر هرمز [کهنه] در سرزمین اصلی (در ابتدا خراجگزار ایران) به مراکز بازرگانی معروفی تبدیل شدند. حاکمان هرمزی قلعه‌هایی را در هر دو طرف ساحل دریا توسعه دادند تا ورودی خلیج فارس را کنترل کنند. بعداً در سال ۱۳۰۰، بازرگانان هرمزی سلطه ایران را رها کردند و مرکز بازرگانی خود را در جزیره‌ای که هرمز نامیده می‌شود، دوباره سازماندهی کردند و در آنجا ثروتی افسانه‌ای جمع کردند.»
ابی تی‌جی‌اف رینال در تاریخ خود شرح زیر را از هرمز ارائه می‌دهد: «هرمز پایتخت امپراتوری شد که بخش قابل توجهی از عربستان را از یک طرف و ایران را از طرف دیگر دربرمی گرفت. این شهر در زمان ورود بازرگانان خارجی، از هر شهر دیگری در شرق منظره‌ای باشکوه‌تر و دلپذیرتری داشت. مردم از تمام نقاط جهان کالاهای خود را در آنجا مبادله می‌کردند و تجارت خود را در نهایت ادب و ملاحظه انجام می‌دادند که به ندرت در سایر مکان‌های تجاری دیده می‌شود. خیابان‌ها با حصیر و در بعضی جاها با فرش پوشیده شده بود و سایبان‌های کتان که از بالای خانه‌ها آویزان بود، مانع از ایجاد ناراحتی از گرمای خورشید می‌شد. کمدهای هندی تزئین شده با گلدان‌های طلاکاری شده، یا ظروف چینی پر از بوته‌های گلدار یا گیاهان معطر، خانه‌های آن‌ها را تزئین می‌کرد. شترهای مملو از آب در میادین عمومی مستقر بودند. شراب‌ها و عطرهای ایرانی و انواع غذاهای لذیذ به وفور دیده می‌شد و موسیقی شرقی در عالی‌ترین کمال خود نواخته می‌شد. . . به‌طور خلاصه، ثروت جهانی، تجارت گسترده، ادب در مردان و شجاعت در زنان، همه جاذبه‌های آنها را متحد کرد تا این شهر را به جایگاه لذت تبدیل کنند.»
هرمز از زمان تأسیس پادشاهی در سده یازدهم تا روی کار آمدن پرتغالی‌ها، از یک دوره طولانی خودمختاری تحت فرمانروایی پادشاهان ایران برخوردار بود. این پادشاهی توسط فرزندان محمد درمکوب («درهم‌کوب») اداره می‌شد که پس از فروپاشی پادشاهی آل بویه، پادشاهی را به عنوان وابسته به پادشاهی کرمان تأسیس کرد که در دوره حکومت ایلخانان مغول به اوج قدرت خود رسید. در دوره قرون وسطی، این پادشاهی به عنوان یک مرکز تجاری بین‌المللی که هر دو طرف خلیج فارس و بسیاری از مناطق ساحلی دریای عرب را کنترل می‌کرد، به خوبی شناخته می‌شد. موفقیت آن در واقع منجر به شهرت آن شد و پرتغالی‌ها را بر آن داشت تا در اوایل سده شانزدهم به آن حمله کنند و آن را فتح کنند.
در اوایل سده پانزدهم، هرمز یکی از پادشاهی‌هایی بود که توسط ناوگان اعزامی چین به فرماندهی دریاسالار چنگ هه در سفرهای گنجینه مینگ مورد بازدید قرار گرفت و مقصد نهایی ناوگان در سفر چهارم بود. ما هوان، مترجمی که در خدمه خدمت بود، جامعه هرمز را با دیدی مثبت در ینگیا شنگلان توصیف می‌کند و به عنوان مثال در مورد مردم می‌نویسد که " اندام و صورت مردم صاف و منصف است [...] و آن‌ها سرسخت هستند و ظاهری زیبا دارند؛ لباس‌ها و کلاه‌هایشان زیبا، متمایز و ظریف است.» فی شین، یکی دیگر از خدمه، گزارشی از هرمز در شینگچا شنگلان نوشته است. طبق توصیفات او جامعه هرمز از استاندارد زندگی بالایی برخوردار بود و حتی طبقه‌های پایین آن را نیز ثروتمند دانسته بود. او همچنین در مورد عادات لباس پوشیدن محلی مانند لباس‌های بلندی که هم مردان و هم زنان می‌پوشیدند، حجاب‌هایی که زنان هنگام بیرون رفتن روی سر و صورتشان می‌پوشیدند و جواهراتی که افراد مرفه می‌پوشیدند، سخن گفته است.

## اشغال پرتغالی‌ها

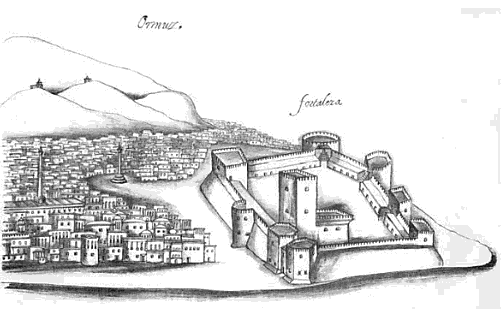
قلعه پرتغالی هرمز

در سال ۱۵۰۵، مانوئل یکم، پادشاه پرتغال، در جستجوی سیاستی جدید برای توسعه در آفریقا و غرب آسیا بود. در طول تلاش‌ها برای گسترش نفوذ پرتغال در اقیانوس هند، دوک پرتغالی آلفونسو دو آلبوکرکی جزیره را در سال ۱۵۰۷ در زمان پادشاهی شاه اسماعیل یکم تصرف کرد و به سرزمین‌های امپراتوری پرتغال افزود. این اشغال به پرتغالی‌ها این امکان را داد تا مسیر بازرگانی میان هند و اروپا را که از خلیج فارس می‌گذشت، به طول کامل کنترل کنند. پرتغالی‌ها در نوک شمالی جزیره که از نظر استراتژیک مشرف به شهر و هر دو بندر در طرفین بود، قلعه‌ای را ساختند.
پادشاهی هرمز به عنوان دست‌نشانده دولت پرتغال، مشترکاً در تهاجم ۱۵۲۱ پرتغال به بحرین که به حکومت آل جبر بر جزایر خلیج فارس پایان داد، شرکت کرد. فرمانروای آل جبر اسماً تابع هرمز بود، اما پادشاه آن، مقرن بن زامل، از پرداخت خراجی که هرمز خواسته بود، امتناع ورزیده بود و این امر باعث تهاجم تحت فرمان فرمانده پرتغالی، آنتونیو کوریا شد. در نبرد برای بحرین، بیشتر نبردها توسط سربازان پرتغالی انجام شد، در حالی که دریاسالار هرمزی، رئیس شرفو شاهد ماجرا بود. بدین ترتیب پرتغالی‌ها از طریق فرمانداران هرمزی بر بحرین حکومت کردند. با این حال، هرمزی‌های سنی در میان جمعیت شیعه بحرین که از تبعیض‌های مذهبی رنج می‌بردند، محبوبیتی نداشتند، که این باعث شورش بحرینی‌ها شد. در طی شورش فرماندار هرمزی توسط شورشیان به صلیب کشیده شد و حکومت پرتغالی‌ها در سال ۱۶۰۲ پس از آن که فرماندار هرمزی که از بستگان پادشاه هرمز بود، شروع به اعدام اعضای خاندان‌های برجسته بحرین کرد، پایان یافت.
پادشاهان هرمز تحت حکومت پرتغالی‌ها به دست‌نشاندگان امپراتوری پرتغال در هند تبدیل شدند که عمدتاً از گوا کنترل می‌شد. آرشیو مکاتبات پادشاهان و فرمانروایان محلی هرمز و برخی از فرمانداران و مردم آن و پادشاهان پرتغال حاوی جزئیات تجزیه پادشاهی و استقلال بخش‌های مختلف آن است. این مکاتبات تلاش‌های حاکمانی مانند کمال‌الدین راشد را نشان می‌دهند که تلاش می‌کنند به‌طور جداگانه مورد توجه پرتغالی‌ها قرار گیرند تا قدرت خود را تضمین کنند. این امر نشان دهنده استقلال تدریجی مسقط، که قبلاً وابسته به هرمز بود، و ظهور آن یکی از دولت‌های جانشین هرمز است.
پس از اینکه پرتغالی‌ها چندین بار تلاش‌های ناموفق برای به دست گرفتن کنترل بصره انجام دادند، شاه عباس یکم صفوی، هرمز را با کمک انگلیسی‌ها بازپس گرفت و پرتغالی‌ها را از بقیه خلیج فارس، به استثنای مسقط، بیرون کرد. پرتغالی‌ها در سال بعد به عنوان متحدان افراسیاب، پاشای بصره، علیه ایرانیان به خلیج فارس بازگشتند. افراسیاب قبلاً دست‌نشانده عثمانی بود، اما از سال ۱۶۱۲ عملاً مستقل عمل می‌کرد. با این حال پرتغالی‌ها هرگز نتوانستند به هرمز بازگردند.
هرمز در اواسط سده هفدهم توسط امام مسقط تصرف شد، اما پس از آن توسط ایرانیان بازپس گرفته شد. هرمز امروزه بخشی از استان هرمزگان ایران است.

## جامعه هرمز

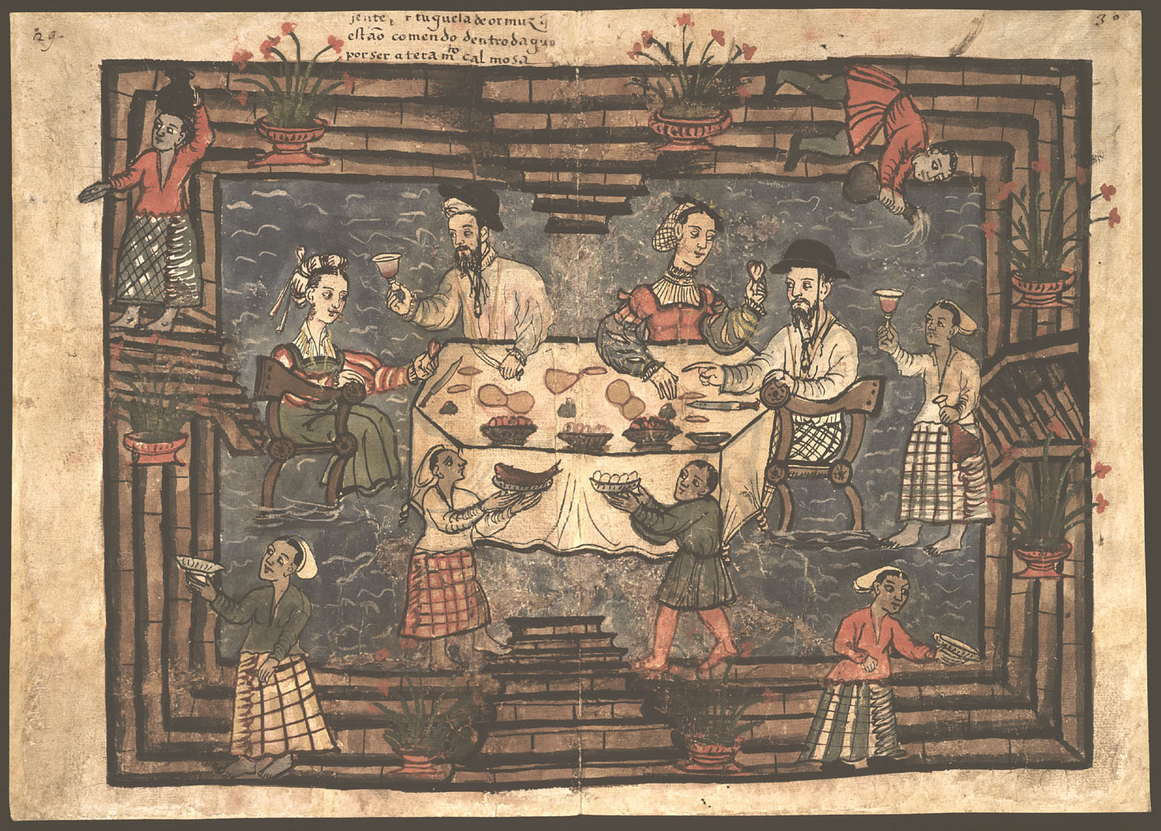
خانواده پرتغالی در هرمز. خانه‌ها در هرمز به دلیل گرما عمداً زیر آب قرار می‌گرفتند.

هرمز که میان خلیج فارس و اقیانوس هند واقع شده بود، به نظر «هم‌معنی ثروت و تجمل» بود، که شاید به بهترین نحو در این ضرب‌المثل عربی به تصویر کشیده شده است: «اگر تمام دنیا یک حلقه طلایی باشد، هرمز جواهر روی آن است.»

## تصویرسازی در ادبیات
به هرمز در شعر حماسی بهشت گمشده اثر جان میلتون که در جایی که تاج‌وتخت شیطان «فراتر از ثروت هرمز و هند» بود، اشاره شده است. داگلاس بروکس می‌گوید میلتون هرمز را به «مشرق عالی اما منحرف» پیوند می‌دهد. همچنین در شعر «برمودا» اثر اندرو مارول انار به عنوان «جواهراتی غنی‌تر از آنچه هرمز دارد» توصیف می‌شود. در غزل به امیلی دیکنسون اثر هارت کرین آمده است: «یک آشتی از دورترین ذهن/هرمز را بدون یاقوت می‌گذارد و اوفیر را سرد می‌کند». داستان درام آلاهام اثر فولکه گرویل نیز در هرمز دنبال می‌شود.